# مارسيل دوسولت
مارسيل دوسولت (بالفرنسية: Marcel Dussault)‏ ولد بتاريخ 14 مارس 1926 في فرنسا، وتوفي في 19 سبتمبر 2014، كان دراج فرنسي في صنف سباق الدراجات على الطريق.

## سجل النتائج

### سباقات أو مراحل فاز بها
- طواف فرنسا

## روابط خارجية
- مارسيل دوسولت على موقع أرشيف الدراجات (الإنجليزية)
- مارسيل دوسولت على موقع إحصائيات الدراجات الإحترافية (الإنجليزية)